# Santos Cosme y Damián (título cardenalicio)
Santos Cosme y Damián es un título cardenalicio diaconal de la Iglesia Católica. Según Liber Pontificalis fue instituido por el papa Adriano I en 780. La basílica fue construida por Félix IV.

## Titulares
- Pietro Pierleoni (1106 - diciembre de 1120) Elegido antipapa Anacleto II
- Vacante (1120 - 1130)
- Guido da Vico (1130 - 1150)
- Rolando Bandinelli, C.R.L. (octubre de 1150 - 1152) Fue elegido papa Alejandro III
- Boso Breakspear O.S.B., (1155 - 1165)
- Vacante (1165 - 1178)
- Graziano (1178-1203)
- Giovanni Colonna (1205 - 1216)
- Gil Torres (1216 - 5 de noviembre de 1254)
- Vacante (1254 - 1262)
- Giordano Pironti (22 de mayo de 1262 - octubre de 1269)
- Vacante (1269 - 1295)
- Benedetto Caetani (1295 - 14 de diciembre de 1297)
- Vacante (1297 - 1305)
- Guillaume Ruffat des Forges (15 de diciembre de 1305 - 1306)
- Luca Fieschi (1306 - 31 de enero de 1336)
- Vacante (1336 - 1402)
- Leonardo Cybo (27 de febrero de 1402 - 1404)
- Jean Gilles (12 de junio de 1405 - 1 de julio de 1408)
- Pietro Stefaneschi (2 de julio de 1409 - 1410)
  - Francesco Zabarella (6 de junio de 1411 - 26 de septiembre de 1417), pseudocardenal de Juan XXIII (antipapa)
- Vacante (1417 - 1426)
- Ardicino della Porta seniore (27 de mayo de 1426 - 9 de abril de 1434)
- Vacante (1434 - 1477)
- Pierre de Foix (15 de enero de 1477 - agosto de 1485)
- Vacante (1485 - 1493)
- Alessandro Farnese (23 de septiembre de 1493 - 29 de noviembre de 1503); in commendam (29 de noviembre de 1503 - 25 de septiembre de 1513) Fue elegido papa Pablo III
- Innocenzo Cybo (29 de septiembre de 1513 - 26 de junio de 1517)
- Giovanni Salviati (13 de noviembre de 1517 - 8 de enero de 1543)
- Giacomo Savelli (8 de enero de 1543 - 9 de marzo de 1552)
- Girolamo Simoncelli (5 de diciembre de 1554 - 15 de enero de 1588)
- Federico Borromeo (9 de enero de 1589 - 20 de marzo de 1589)
- Guido Pepoli (15 de enero de 1590 - 6 de febrero de 1592)
- Flaminio Piatti (9 de marzo de 1592 - 15 de marzo de 1593)
- Vacante (1593 - 1623)
- Agostino Spinola Basadone (18 de diciembre de 1623 - 24 de marzo de 1631)
- Alejandro Cesarini (6 de septiembre de 1632 - 9 de febrero de 1637)
- Vacante (1637 - 1645)
- Benedetto Giulio Odescalchi (24 de abril de 1645 - 21 de abril de 1659) Fue elegido papa Inocencio XI
- Odoardo Vecchiarelli (19 de abril de 1660 - 31 de julio de 1667)
- Leopoldo de' Medici (9 de abril de 1668 - 14 de mayo de 1670)
- Niccolò Acciaiuoli (19 de mayo de 1670 - 19 de octubre de 1689)
- Fulvio Astalli (19 de octubre de 1689 - 19 de febrero de 1710)
- Vacante (1710 - 1730)
- Bartolomeo Ruspoli (22 de noviembre de 1730 - 21 de mayo de 1741)
- Mario Bolognetti (23 de septiembre de 1743 - 15 de mayo de 1747)
- Carlo Vittorio Amedeo delle Lanze (31 de julio de 1747 - 2 de octubre de 1747)
- Vacante (1747 - 1753)
- Ludovico Maria Torriggiani (10 de diciembre de 1753 - 22 de abril de 1754)
- Vacante (1754 - 1756)
- Girolamo Colonna di Sciarra (20 de septiembre de 1756 - 22 de septiembre de 1760)
- Cornelio Caprara (25 de enero de 1762 - 5 de abril de 1765)
- Benedetto Veterani (1 de diciembre de 1766 - 12 de agosto de 1776)
- Vacante (1776 - 1785)
- Antonio Maria Doria Pamphilj (11 de abril de 1785 - 30 de marzo de 1789)
- Ludovico Flangini (14 de diciembre de 1789 - 21 de febrero de 1794)
- Vacante (1794 - 1816)
- Giovanni Caccia-Piatti (29 de abril de 1816 - 15 de septiembre de 1833)
- Vacante (1833 - 1858)
- Pietro de Silvestri (18 de marzo de 1858 - 27 de septiembre de 1861)
- Vacante (1861 - 1879)
- Tommaso Maria Zigliara, O.P. (15 de mayo de 1879 - 1 de junio de 1891)
- Vacante (1891 - 1896)
- Raffaele Pierotti, O.P. (3 de diciembre de 1896 - 7 de septiembre de 1905)
- Ottavio Cagiano de Azevedo (14 de diciembre de 1905 - 6 de diciembre de 1915)
- Andreas Frühwirth, O.P., título pro illa vice (7 de diciembre de 1916 - 19 de diciembre de 1927)
- Vacante (1927 - 1935)
- Vincenzo Lapuma (19 de diciembre de 1935 - 4 de noviembre de 1943)
- Vacante (1943 - 1953)
- Crisanto Luque Sánchez, título pro illa vice (15 de enero de 1953 - 7 de mayo de 1959)
- Francesco Morano (17 de diciembre de 1959 - 12 de julio de 1968)
- Johannes Willebrands (30 de abril de 1969 - 6 de diciembre de 1975)
- Eduardo Francisco Pironio (24 de mayo de 1976 - 22 de junio de 1987); título pro illa vice (22 de junio de 1987 - 11 de julio de 1995)
- Giovanni Cheli (21 de febrero de 1998 - 1 de marzo de 2008); título pro illa vice (1 de marzo de 2008 - 8 de febrero de 2013)
- Beniamino Stella (22 de febrero de 2014 - 1 de mayo de 2020)
- Mario Grech (28 de noviembre de 2020 - actual)